# 富樫麗加
富樫 麗加（とがし れいか、1989年11月8日 - ）は、東京都府中市出身のボートレーサー。白百合女子大学文学部フランス語フランス文学科卒業。B型。登録第4758号。112期。夫は同じボートレーサーで同期同支部の今泉友吾。他の同期には米井里実、小池礼乃、馬場剛らがいる。東京支部所属。師匠は村田修次。

## 来歴
- 2013年3月20日、選手登録。
- 2013年5月19日からボートレース平和島で開催された 一般戦「ミニボートピア黒石開設4周年記念」初日第2Rでデビュー[1]。（5着）
- 2013年12月26日からボートレース平和島で開催された 一般戦「第32回日本モーターボート選手会会長賞 平和島レディースカップ」最終日第6Rでデビュー初勝利[2]。（4号艇・6コース進入。決まり手：差し）
- 2017年2月28日からボートレース宮島で開催された G2「第1回レディースオールスター」にファン投票17位で選出され、G2初出場[3]。2日目（3月1日）第2Rでイン逃げを決め、G2初勝利[4]。
- 2017年5月18日からボートレース下関で開催された 一般戦「トランスワードトロフィー2017 男女W優勝戦」でデビュー初優出・初優勝を飾る[5]（6号艇・6コース進入。決まり手：差し）。しかし同年、フライング3本持ちとなり事故点オーバーでB2に降級。

## 人物・エピソード
- 白百合女子大入学直後、たまたま通りかかった多摩川競艇場から聞こえた爆音に興味を持ち、その後レースを母親と生観戦して一瞬で魅了され、ボートレーサーを志す[6][7]。当初は「大学を中退してボートレーサーになる」[8]と宣言したものの父親に止められ、その直後にやまと競艇学校の受験資格が緩和されたことで大学卒業後に改めてボートレーサーを目指すことにした[7]。本人によると、「父は大学在学中の4年間で私の気が変わると思っていた」らしく、「私が家にいない間に届いていた（やまと競艇学校の）合格通知を（父に）破られそうになった」という[7]。
- 泳げない[7]。
- ペラグループは師匠の村田と同じく、長岡茂一がリーダーを務める「BPクラブ」に所属している[9]。
- 2017年、ボートレース江戸川のフレッシュルーキーに選出。
- デビュー初優勝を飾ったボートレース下関での優勝戦は人気を背負った1号艇・田口節子が落水失格となり、3連単「6-5-4」は116番人気の209,950円の配当で波乱の結果となり穴党を歓喜させた[10]。
- 2017年のフライング休み中に週刊アサヒ芸能で「お嬢様ボートレーサー 富樫麗加でございます！」の連載を開始した[7]。ボートレーサーとしての話題が多く、宿舎での女子トークや師匠・ペラグループでの練習の話のほかに家族の話題も書かれており、母親への感謝を語る一方で父親への不満も多く書かれている。連載は100回を超え、読者からのお便りに答える新企画も実施しており精力的に活動している。レース場や宿舎でレーサー達がアサ芸を読む機会が多く、ボートレーサー界隈でも話題のコラムとなっていることを記事内で自称している。
- 2021年4月21日、「お嬢様ボートレーサー 富樫麗加でございます！」内で唐突に今泉友吾との結婚を発表（前出）[11]。なお、今泉は寡黙な選手として知られ、「他の選手からも『（今泉は）家で何をしゃべってるの?』とかよく聞かれる」というが、実際は「家にいる時は二人でずっとしゃべっている」そうである[7]。
- 前述のように白百合女子大学を卒業していることから、「お嬢様レーサー」と呼ばれることが多い。

## 戦績
- 出走回数：1693回
- 1着回数：204回
- 優出回数：14回
- 優勝回数：1回
- フライング(F)回数：12回
- 出遅れ(L)回数：0回
- 通算勝率：4.93
- 2連対率：28.41
- 3連対率：46.13
- 生涯獲得賞金：111,580,666円